# Királyok völgye 2

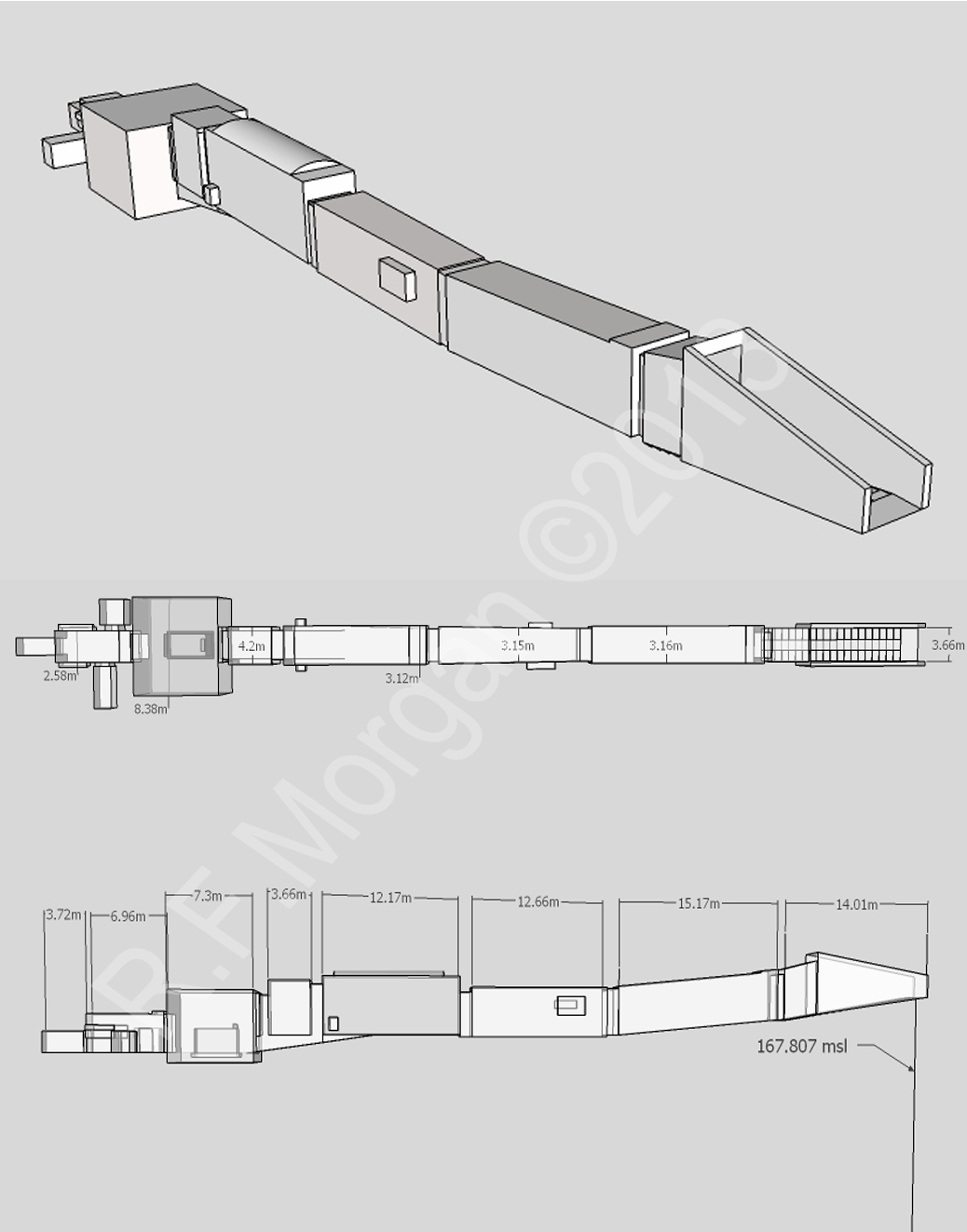
A sír izometrikus képe, alaprajza és oldalnézeti metszete egy 3D-modell alapján

A Királyok völgye 2 (KV2) egy egyiptomi sír a Királyok völgye keleti völgyében. A fő vádi északnyugati részén lévő domb aljában nyílik, a KV7 és a KV1 sírok között. A XX. dinasztia egyik fáraója, IV. Ramszesz számára készült. Érdekessége, hogy egyike a kevés ókori egyiptomi sírnak, amelynek korabeli tervrajzai fennmaradtak. A sír az ókor óta nyitva áll, számos graffiti található benne.

## Leírása
A sírnak két korabeli tervrajza is fennmaradt, az egyik papiruszon (Torino 1885 papirusz, ma a torinói Egyiptomi Múzeumban), ezen 1:28 méretarányban látható a sír részletes terve, minden folyosó és kamra ábrázolásával, mellettük a méretek és a funkció hieratikus írással. A sír valós kialakítása nem felel meg mindenben a tervnek, de a papirusz így is rendkívül értékes információt hordoz. A papiruszon a fáraó szarkofágjának rajza is látszik, körülötte koncentrikusan elhelyezkedő szentélyekkel, hasonlóan ahhoz, amit érintetlenül megtaláltak Tutanhamon sírjában (KV62). A papiruszt Karl Richard Lepsius azonosította a KV2 tervrajzaként. A másik tervrajzot a feltárást vezető Ayrton találta egy mészkőtömbön, nem messze a sír bejáratától. Ezen nagy vonalakban szerepel a tervrajz, és az ajtók elhelyezkedését mutatja. Ez valószínűleg csak az a vázlat volt, amely alapján a munkások dolgoztak, a papiruszon lévőnek azonban majdnem teljesen biztos, hogy rituális jelentősége is volt, lehet, hogy a sír felszenteléséhez is használták megépítése után.
IV. Ramszesznek apja, III. Ramszesz uralkodása alatt a hercegi temetkezéseknek is helyt adó Királynék völgyében készült egy sír, a Qv53, melyet 1958-ban Jean Yoyotte azonosított a herceg sírjaként. Trónra lépte után IV. Ramszesznek szokatlanul sok időbe telt új, királyi sírja helyének kiválasztása; általában ehhez rögtön trónra lépte után hozzálátott az uralkodó, főleg, ha már nem fiatalon került trónra. Erik Hornung szerint a késlekedés oka a teljesen új tervezési koncepció lehetett, és hogy minden uralkodó felül akarta múlni elődeit. Egy hieratikus osztrakon említi a sírépítés megkezdését, melyre Ramszesz uralkodásának 2. évében, ahet évszak 2. havának 17. napján került sor. A sír helyszínét a helyi kormányzó, valamint Ramszesz két főembere, Noferronpet vezír és Hori választották ki. Ramszesz már nem volt fiatal, mikor trónra lépett; hogy sikerüljön megfelelő méretű sírt készíteni uralkodása alatt (amely végül viszonylag rövidnek bizonyult, mert hat év múlva meghalt), megduplázta a létező Dejr el-Medina-i munkáscsapatok számát, melyek összlétszáma így 120 főre nőtt.
A sír, bár nagy méretű, kialakítását és díszítését tekintve egyszerű. A XX. dinasztia más sírjaihoz hasonlóan egyenes tengelyű, legnagyobb hosszúsága 88,66 méter, teljes területe 304,88 m². Egyenesen vezet be a sziklába, nem halad túl mélyen lefelé. A sír három, egymást követő, fokozatosan kissé lejtő folyosóból áll, melyet egy kis kamra követ, ezt pedig a sírkamra, melynek területe 60,53 m², magassága 5,22 méter. A sírkamrán túl egy rövid folyosóból három irányban három mellékkamra nyílik. A mennyezet általában elég magas, a folyosók pedig szélesek a völgy többi sírjához képest. A kialakítás egyszerűségét alighanem időhiány és az uralkodó korai halála magyarázza; ugyanezen okból történhetett, hogy a sírkamrát abból a helyiségből alakították ki, ami eredetileg egy oszlopos csarnok lett volna.

## Díszítése

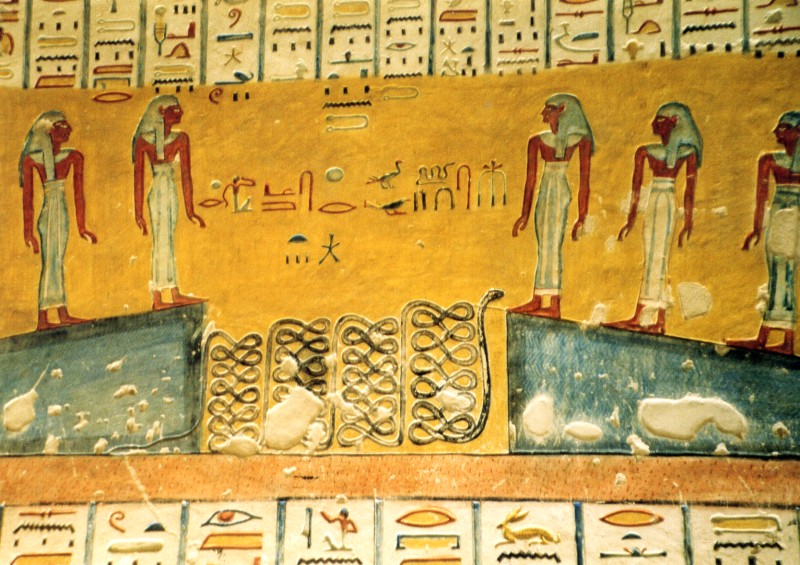
Jelenet a Kapuk könyvének 4. órájából

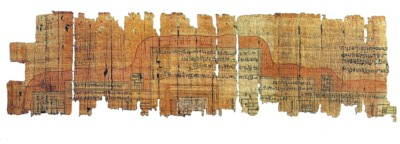
A sír alaprajza a torinói 1855. papiruszon

A KV2 fali dekorációjának egy nagy része épen fennmaradt. A folyosókon látható hieroglif feliratok egy része festett mélydombormű, ellentétben a dekoráció többi részével, ami csak festett. A sír díszítési programja hagyományos és új elemeket is tartalmaz.
- Bejárat, a lépcső után: Ízisz és Nephthisz adoráló alakja a napkorong előtt, amelyben a napisten reggeli megjelenésében (Heperként, szkarabeusz alakjában), valamint esti formájában (kosfejjel) látható.
- 1. folyosó: a király Ré-Harahti előtt; jelenetek a Naplitániából
- 2. folyosó: jelenetek a Naplitániából
- 3. folyosó: jelenetek a Barlangok könyvéből
- Előkamra (aknakamra): Jelenetek a Halottak könyvéből, főleg a 125. fejezetéből
- Sírkamra: Jelenetek a Kapuk könyvéből és az Amduat könyvéből; a mennyezeten: jelenetek az Ég könyvéből
- Utolsó folyosó és mellékkamrák: jelenetek a Barlangok könyvéből, valamint a király és a temetkezési kellékek ábrázolása.

A sírkamra mennyezetén az Ég könyve kerül oda, ahol korábbi sírokban az égbolt csillagászati ábrázolásai voltak láthatóak. A kamra oldalfalain a dekánok ábrázolásai láthatóak; ezeket a képek, valamint a föld fölé hajló Nut istennő kettős ábrázolása keretet alkotnak. Baloldalt Nutot Su támasztja alá. Ennek a helyiségnek a domináns színe a sárga, amely az aranyat jelképezi.

## A szarkofág és a múmia
A vörösgránitból készült, kártusforma szarkofágban már az ókorban kárt tettek a sírrablók, fedelét eltávolították. A szarkofág nyugati tájolású volt, hossza 3,50 m, szélessége 2,06 m, magassága 2,95 m. A király múmiáját 1898-ban fedezték fel II. Amenhotep sírjában, a Királyok völgye 35-ben, ahová valószínűleg a XXI. dinasztiabeli I. Neszubanebdzsed uralkodása alatt vittek át több királyi múmiát, hogy megmentsék őket a sírrablóktól. Erre egy Penamon nevű írnok graffitója utal Neszubanebdzsed 16. uralkodási évéből; az írnok megemlíti többek között I. Amenhotep múmiájának második restaurálását is.

## Felfedezése és feltárása
A KV2 már az ókor óta nyitva áll. A Királyok völgye 9 után itt található a legtöbb ókori graffito; 656 görög és latin, illetve kb. 50 kopt nyelvű; utóbbiak főleg a bejárat közelében, a jobb oldali falon. A sírt kopt szerzetesek valószínűleg lakóhelyként használták, a falakon keresztek, illetve kopt szentek ábrázolása is látható.
Az első modern kori látogató Claude Sicard volt 1718-ban; az ezt követő években számos felfedező és régész járt itt, köztük Richard Pococke (1737–1738; ő Observations of Egypt című, 1743-ban megjelent művében „B sír”-ként említette a sírt), James Bruce (1768), James Burton (1825) és John Gardner Wilkinson (1825–1828). Ezek a látogatók csak a sír alaprajzát jegyezték fel. A „2. sír” jelölést a Napóleon egyiptomi hadjáratán részt vevő tudósoktól kapta a Királyok völgye felmérésekor. Az első epigráfiai felmérésre az 1828–29-es francia–toszkán expedíció során került sor. Edward R. Ayrton kezdte meg először a sír bejáratának feltárását 1905–06-ban, Theodore M. Davis megbízásából, akinek ekkor ásatási engedélye volt a völgyben; őt Howard Carter követte 1920-ban, Lord Carnarvon megbízásából, aki 1914-ben szerezte meg az ásatási engedélyt a völgyre. Ayrton és Carter is talált a bejáratnál eredetileg a sírból származó leleteket: usébtiket, osztrakonokat, fa-, üveg- és fajansztöredékeket. Ayrton kilenc alapítási lerakatot talált a kővel fedett bejáratnál, melyek némelyikében még mindig ott voltak az eredeti tárgyak; Carter öt továbbit talált ásatásakor. Az alapítási lerakatok magas száma szokatlannak számít, különösen, hogy némelyiket nem is használták.
A leleteket Nicholas Reeves publikálta 1984-ben, a sír epigráfiai dokumentációját pedig Erik Hornung 1990-ben, Zwei ramessidische Königsgräber: Ramses IV. und Ramses VII. című könyvében.
A sír palotához illő tágassága miatt több expedíció számára is szálláshelyként szolgált, többek között Jean-François Champollion, Ippolito Rosellini, Robert Hay és később Theodore M. Davis idején is. A völgy sírjait gyakran használták különféle praktikus célokra feltárásuk után, XI. Ramszesz sírja, a KV4 például étkezőként és raktárként szolgált, mikor Howard Carter Tutanhamon sírja, a KV62 feltárásán dolgozott, Harry Burton pedig fotólaboratóriumnak használta a KV55 sírt és más sírokat.

## Leletek a sírban
A sírban talált leletek valószínűleg mind harmadik átmeneti kori másodlagos temetkezésekből származnak. Ezek főként bútorok, növényi maradványok, múmiák és temetkezési kellékek. Edward R. Ayrton és Howard Carter számos leletet is talált a sír bejáratánál, a törmelékben is: osztrakonokat, usébtiket fából, kalcitból és fajanszból, valamint fa- és üvegdarabkákat. Emellett előkerültek olyan cseréptöredékek, amelyeken még mindig meg lehetett találni a festéknyomokat II. Ramszesz nevének részletével.
Ayrton emellett kopt és római kori, kezdetleges kialakítású kunyhók nyomait is felfedezte, amelyek állatok karámjai lehettek. Előkerült egy törött, kopt kori vágódeszka, osztrakontöredékek és egy papiruszra írt levél, amely még mindig le volt pecsételve. Herbert E. Winlock szerint a sír a Királyok völgye egyik legjelentősebb kopt településének részét alkotta.

## Fordítás
- Ez a szócikk részben vagy egészben  a   KV2 című angol Wikipédia-szócikk ezen változatának fordításán alapul.  Az eredeti cikk szerkesztőit annak laptörténete sorolja fel. Ez a jelzés csupán a megfogalmazás eredetét és a szerzői jogokat jelzi, nem szolgál a cikkben szereplő információk forrásmegjelöléseként.
- Ez a szócikk részben vagy egészben  a   KV2 című német Wikipédia-szócikk ezen változatának fordításán alapul.  Az eredeti cikk szerkesztőit annak laptörténete sorolja fel. Ez a jelzés csupán a megfogalmazás eredetét és a szerzői jogokat jelzi, nem szolgál a cikkben szereplő információk forrásmegjelöléseként.